# Trolmérida
Trolmérida – tranzytowe szybkie połączenie trolejbusowe pomiędzy miastami Mérida i Ejido w zachodniej Wenezueli. Obecnie system ten zakłada budowę 3 linii trolejbusowych. Projekt Trolmérida powstał w celu usprawnienia komunikacji między obydwoma miastami oraz w celu utworzenia na tym terenie obszaru metropolitalnego.

## Historia
Pod koniec XX wieku uwzględniono w mieście Mérida nowy projekt tranzytowego systemu komunikacji ze uwzględnieniem zmniejszenia ilości zanieczyszczeń oraz w odniesieniu do możliwie jak najniższych kosztów. Między 2002 a 2003 rokiem krajowy rząd Wenezueli w ramach projektu regionalnego przyznał środki na budowę. Trolmérida oficjalnie rozpoczęła swą działalność 18 czerwca 2007 r.

## Linie

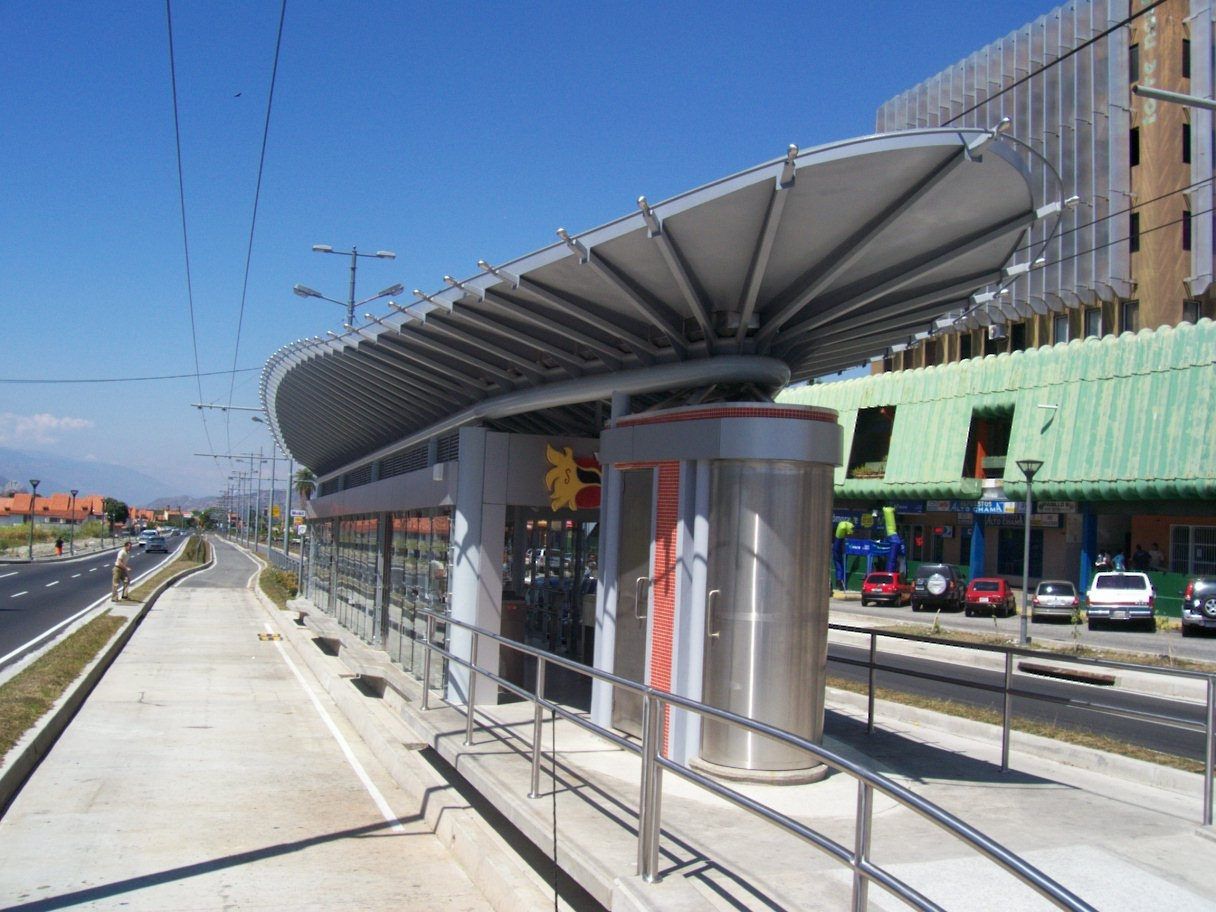
Przystanek Alto Chama na trasie przejazdu linii 1

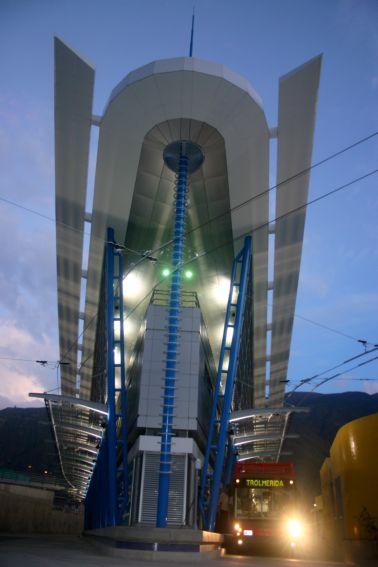
Przystanek początkowy linii 1 Pozo Hondo

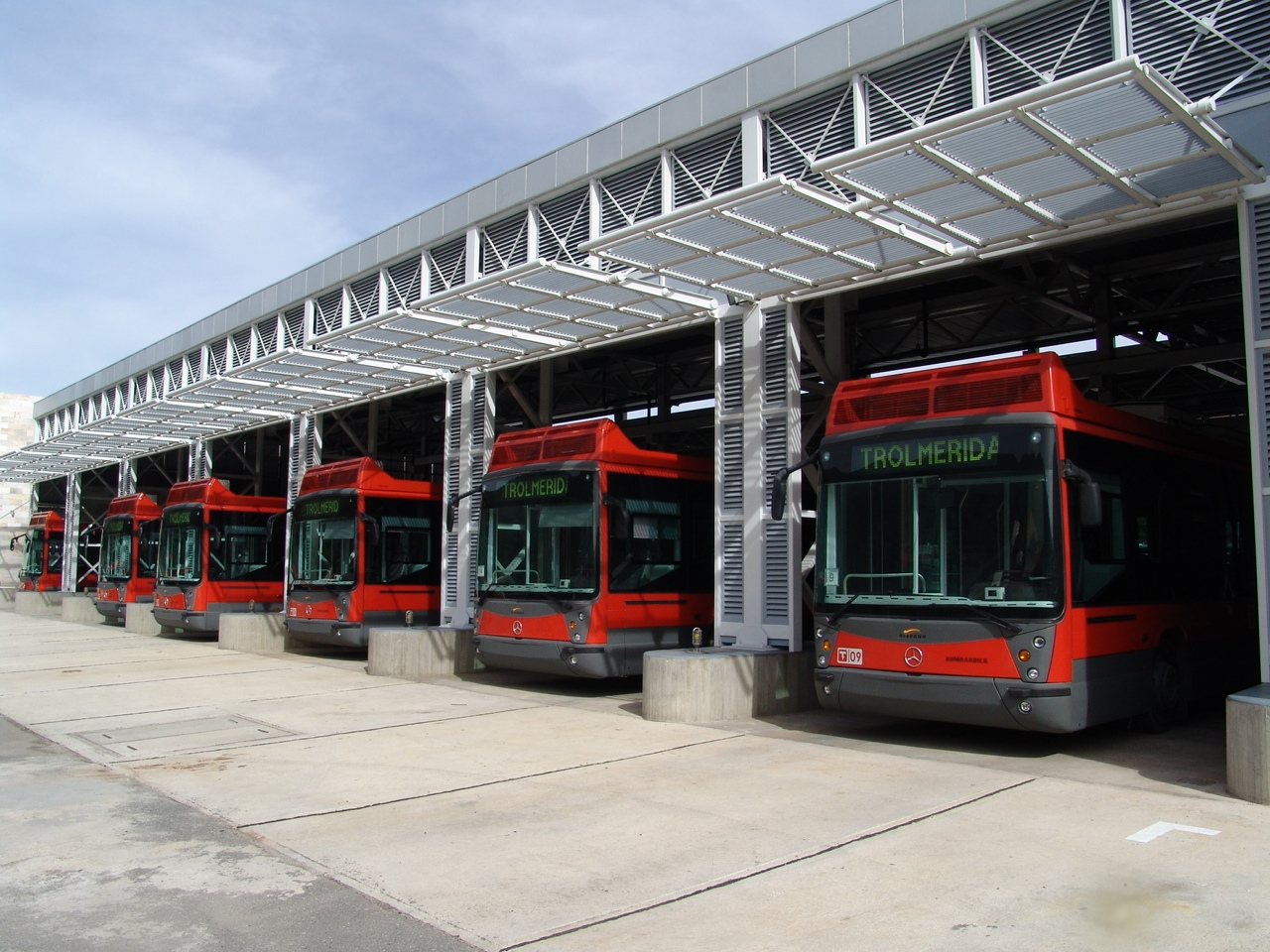
Zajezdnia trolejbusowa Trolmérida

W ramach projektu Trolmérida planowane są 3 linie trolejbusowe. Pierwsze 14 przystanków/stacji z łącznie planowanych 33 oraz trasa wraz z siecią trakcyjną o długości 18,2 km zostały zainaugurowane w dniu 18 czerwca 2007. Trasa ta łączy miasta Ejido i Méridę.
- Linia 1 (I etap ukończony: Pozo Hondo ←→ Pie del Llano)

Przystanki na trasie:
- Pozo Hondo
- Centenario
- Montalbán
- Las Cruces
- Pan de Azúcar
- La Parroquia (połączenie z linią 2)
- La Mara
- Alto Chama
- Carrizal
- Museo de Ciencias
- Las Tapias
- El Acuario
- San Antonio
- Pie del Llano

Linia 1 (II etap w budowie: Santa Juana ←→ Núcleo La Hechicera)
Przystanki na trasie:
- Santa Juana
- Soto Rosa
- María Mazzarello
- Campo de Oro
- Juan XXIII
- Luis Ghersy
- Medicina, facultad de
- Liceo Libertador
- Simón Bolívar (połączenie z linią 2)
- Obispo Lora (połączenie z linią 2)
- Las Américas
- Sor Juana Inés
- Plaza de Toros
- Albarregas
- Santa Ana
- Domingo Salazar
- Fundacite
- Los Chorros
- Núcleo La Hechicera
- Linia 2: linia ta jest obecnie na etapie planowania, oczekuje się 12 km sieci trakcyjnej w tym 3 wspólnych przystanków z linią nr 1.
- Linia 3: przebieg trasy obecnie jest w fazie planowania, planuje się budowę 3 km sieci trakcyjnej od Plaza Las Heroínas do zajezdni trolejbusowej w Meridzie.